# Богомолов, Александр Сергеевич
Александр Сергеевич Богомолов (род. 16 августа 1954) — советский и российский теннисист, тренер по теннису. Мастер спорта СССР международного класса (1981). Отец теннисиста А. А. Богомолова. 

## Биография
Родился 16 августа 1954 года. В теннис начал играть в возрасте девяти лет. Первый тренер — А. Лепешин. Выступал за ДСО «Динамо».
Пятикратный чемпион СССР среди юношей в одиночном (1972), парном (1972—73) и смешанном (1973—73) разрядах; абсолютный чемпион СССР (1972). Победитель Спартакиады народов СССР 1983 в составе сборной команды Москвы. Чемпион СССР в паре (1977, 1981—82) и финалист в миксте (1982). Обладатель Кубка СССР (1981, 1983) в составе команды ДСО "Динамо". Финалист Всесоюзных зимних соревнований 1982 в одиночном и парном разрядах. Победитель турнира десяти сильнейших теннисистов СССР (1981). Чемпион ЦС «Динамо» и ВС ДСО Профсоюзов в одиночном разряде (1982). Победитель открытого чемпионата Украинской ССР (1982) в одиночном разряде. Входил в десятку сильнейших теннисистов СССР (1975—82; лучшее место — четвёртое, 1981—82).
Финалист чемпионата Европы (1981) в паре и полуфиналист в миксте. Финалист розыгрыша «Кубка Валерио» (1972) в составе сборной юношеской команды СССР. Победитель открытого чемпионата Турции 1975 в одиночном и парном разрядах. Победитель Зимнего международного турнира в паре и финалист в одиночном разряде (1982). Победитель Летнего (1975) и Зимнего (1979) международных турниров в миксте.
Некоторое время был подопечным Бориса Лунина.
Окончил ГЦОЛИФК.
После окончания выступлений перешёл на тренерскую работу. Главный тренер ЦС «Динамо» (1983—92). Тренер теннисного клуба «Тампико» (Мексика; 1992—94). В 1994—2001 гг. — старший тренер теннисной академии «Монтана» (Майями, США). 
В начале 2000-х годов вернулся в Россию. Учредил свою собственную академию тенниса в Москве.
Среди его подопечных — Е. Брюховец, Л. Савченко, П. Жоромский. Также был первым тренером своего сына Александра Богомолова.